# 伊洛夫·阿克塞爾·卡爾森
伊洛夫·阿克塞爾·卡爾森（英語：Elof Axel Carlson，1931年—）是一名美國遺傳學家和科學史學家，石溪大學榮譽教授。他於1953年獲得紐約大學學士學位，1958年在赫爾曼·約瑟夫·馬勒的指導下，獲得印第安那大學布盧明頓分校動物學博士學位。卡爾森曾獲得丹佛斯基金會頒發的E·哈里斯·哈比森傑出教學獎。
他曾在明尼蘇達大學、聖地牙哥州立大學和圖加魯學院擔任客座教授。他也曾是猶他大學的麥克莫林客座教授。